# Bộ Chính trị Đảng Cộng sản Trung Quốc khóa XVII

### Đại hội Đảng Cộng sản Trung Quốc lần thứ 17
| Đại hội Đảng Cộng sản Trung Quốc lần thứ 17(2007) | Đại hội Đảng Cộng sản Trung Quốc lần thứ 17(2007) | Đại hội Đảng Cộng sản Trung Quốc lần thứ 17(2007)                                                                                         | Đại hội Đảng Cộng sản Trung Quốc lần thứ 17(2007)                                                                                                  |
| Thứ tự                                            | Tên                                               | Chức vụ Đảng và Nhà nước | Ghi chú khác |
| ------------------------------------------------- | ------------------------------------------------- | --- | --- |
| 1                                                 | Tập Cận Bình 1953                                 | Phó Chủ tịch nước Phó Chủ tịch Quân ủy TW (bổ sung 2009) Bí thư Thứ 1 ban bí thư Hiệu Trưởng Trường Đảng TW                               | Thành viên thứ 6 trong Ủy ban Thường vụ Bộ Chính trị                                                                                               |
| 2                                                 | Vương Cương 1942                                  | Phó Chủ tịch Hội nghị Chính trị Hiệp thương Nhân dân toàn quốcPhó bí thư Tổ Đảng Chính Hiệp Bí thư Ban Đối Ngoại TW                       | |
| 3                                                 | Vương Lạc Tuyền 1944                              | Phó chủ nhiệm Ban Các vấn đề chính trị và pháp luật Bí thư Khu Uỷ Tân Cương                                                               | |
| 4                                                 | Vương Triệu Quốc 1941                             | Phó Ủy viên Trưởng Nhân Đại Toàn Quốc Phó Bí thư Đảng đoàn Ủy ban Thường vụ Đại hội Nhân dân Toàn Quốc Chủ tịch Tổng Công đoàn Trung Quốc | |
| 5                                                 | Vương Kỳ Sơn 1948                                 | Phó Thủ tướng thứ 4 Quốc vụ viện | |
| 6                                                 | Hồi Lương Ngọc 1944                               | Phó Thủ tướng thứ 2 Quốc vụ viện Chủ nhiệm Uỷ ban giảm nhẹ Thiên Tai quốc gia                                                             | |
| 7                                                 | Lưu Kỳ 1942                                       | Bí thư Thành ủy Bắc Kinh Phó Chủ nhiệm ủy ban kiến thiết văn minh tinh thần Nhà nước                                                      | Chủ tịch Ban tổ chức Olympic Bắc Kinh |
| 8                                                 | Lưu Vân Sơn 1947                                  | Bí thư ban bí thư Trưởng ban tuyên truyền Trung ương                                                                                      | |
| 9                                                 | Lưu Diên Đông 1945                                | Ủy viên Quốc vụ viện Phó Chủ tịch Chính Hiệp                                                                                              | (nữ) |
| 10                                                | Lý Trường Xuân                                    | Trưởng ban chỉ đạo Kiến thiết Tinh thần Văn minh Trung ương Đảng                                                                          | Thành viên thứ 5 trong Ủy ban Thường vụ Bộ Chính trị                                                                                               |
| 11                                                | Lý Khắc Cường                                     | Phó Thủ tướng Quốc vụ viện thứ nhất | Thành viên thứ 7 trong Ủy ban Thường vụ Bộ Chính trị                                                                                               |
| 12                                                | Lý Nguyên Triều                                   | Trưởng ban Tổ chức Trung ương | |
| 13                                                | Ngô Bang Quốc                                     | Ủy viên trưởng Ủy ban Thường vụ Đại hội Đại biểu Nhân dân Toàn quốc (Chủ tịch Quốc hội)                                                   | Thành viên thứ 2 trong Ủy ban Thường vụ Bộ Chính trị                                                                                               |
| 14                                                | Uông Dương                                        | Bí thư Tỉnh ủy Quảng Đông | |
| 15                                                | Trương Cao Lệ                                     | Bí thư Thành ủy Thiên Tân | |
| 16                                                | Trương Đức Giang                                  | Phó Thủ tướng Quốc vụ viện thứ 2 | Bí thư Thành ủy Trùng Khánh (2012) thay Bạc Hy Lai                                                                                                 |
| 17                                                | Chu Vĩnh Khang                                    | Bí thư Uỷ ban chính trị, pháp luật TW(Ban Chính Pháp)                                                                                     | Thành viên thứ 9 trong Ủy ban Thường vụ Bộ Chính trị                                                                                               |
| 18                                                | Hồ Cẩm Đào                                        | Tổng bí thư Đảng Cộng sản Trung Quốc Chủ tịch nước Cộng hòa Nhân dân Trung Hoa Bí thư Quân ủy Trung ương                                  | Thành viên thứ một trong Ủy ban Thường vụ Bộ Chính trị                                                                                             |
| 19                                                | Du Chính Thanh                                    | Bí thư Thành ủy Thượng Hải | |
| 20                                                | Hạ Quốc Cường                                     | Bí thư Ủy ban Kỷ luật kiểm tra Trung ương                                                                                                 | Thành viên thứ 8 trong Ủy ban Thường vụ Bộ Chính trị                                                                                               |
| 21                                                | Giả Khánh Lâm                                     | Chủ tịch Chính hiệp | Thành viên thứ 5 trong Ủy ban Thường vụ Bộ Chính trị                                                                                               |
| 22                                                | Từ Tài Hậu                                        | Phó Chủ tịch thứ 2 Quân ủy TW | |
| 23                                                | Quách Bá Hùng                                     | Phó Chủ tịch thứ 1 Quân ủy TW | |
| 24                                                | Ôn Gia Bảo                                        | Thủ tướng quốc vụ viện | Thành viên thứ 3 trong Ủy ban Thường vụ Bộ Chính trị                                                                                               |
| 25                                                | Bạc Hy Lai                                        | Bí thư Thành ủy Trùng Khánh | Tháng 3 năm 2012 bãi nhiệm Bí thư Trùng Khánh.Tháng 4 năm 2012 bãi nhiệm Ủy viên Bộ Chính trị, Trung ương Đảng.Tháng 9 năm 2012 Khai trừ khỏi Đảng |